# 長井秀和
長井 秀和（ながい ひでかず、1970年（昭和45年）1月3日 - ）は、日本の政治家、お笑いタレント、漫談家（ピン芸人）
、実業家（飲食店経営）。2022年（令和4年）12月から西東京市議会議員（無所属、1期目）を務めている。東京都西東京市在住。

## 経歴

### 出生から大学卒業まで
東京都北多摩郡村山町（現在の武蔵村山市）で生まれる。父親は聖教新聞販売店の店主の創価学会の幹部で、のちに武蔵村山市議会議員（公明党の所属）を務めた長井孝雄（ながい たかお）。母親は専業主婦だった。両親が創価学会員だったために、長井秀和も生まれた時からの創価学会員だった。
2012年（平成24年）に創価学会を脱会した。
当初は地元の公立の小学校に通っていたが、1978年の小学校3年生の時に、私立の東京創価小学校の開校にともなって小学校3年生から編入した。以降、東京創価小学校から創価中学校・高等学校を卒業し、さらに創価大学（文学部）を卒業した。

### お笑いタレント時代
両親とは大学卒業後には教師になる約束をしていたが、「東洋のチャールズ・チャップリンを目指す」と宣言して、大学卒業後の1992年（平成4年）に22歳で「お笑い芸人」として芸能界デビューした。しかし、実際は「面白そうだから」というのが「お笑い芸人」に志望した理由であり、創価学会員である親から「浮ついている」などと批判されるのを避けるために、池田大作が「偉大なる芸術家だ」と認めている喜劇俳優の「チャールズ・チャップリン」の名前を利用したという。
当初はパントマイムが持ち芸で路上パフォーマンスなども行っていたが、無名の時代が続き、M2カンパニー（現在のホリプロコム）を始め複数の芸能事務所を渡り歩いた後、フリーの身であったところを芸能事務所のタイタンに拾われ、後の基盤を作り上げた。
1999年11月27日にNHKテレビの「爆笑オンエアバトル」で、初挑戦にして高得点を獲得して初オンエア（3位）を勝ち取る。漫談ではなく「同じ動きなのに違うこと」というタイトルのショートコントであった。約1年後の挑戦（3回目、2000年10月21日）にも、「動きネタ」でオンエアされた。
2000年に同居して長年連れ添い、無名時代を支えていた内縁の妻と1度目の結婚をした。
2000年から2004年まで芸人仲間のユリオカ超特Qと2人で定期的に都内でお笑いライブ『同行二人』を開催していた。
2003年（平成15年）頃には日本テレビ系の「エンタの神様」に出演して「間違いないっ！」の決め台詞で人気者になる。
2004年10月から2005年3月にかけて、日本テレビ系の『不幸の法則』（バラエティ番組）で、メイン司会者を務める。
2005年3月22日に息子（長男）が誕生した。
2007年5月、フィリピン滞在中に未成年者へのわいせつ疑惑が週刊誌「女性自身」と写真週刊誌「FLASH」の報道で発覚した。しかし、長井秀和はニセ警察官を装った男らに身柄拘束され身代金を要求されて、日本にいる妻を通じて現金1100万円を支払い身柄が解放された。所属の芸能事務所が長井秀和は「美人局（つつもたせ）詐欺被害」を受けたと弁明コメントをした。
詳細は#フィリピン滞在中の美人局（つつもたせ）詐欺被害の報道を参照。
2007年10月には、カナダ人女性タレントとの不倫疑惑も写真週刊誌でスクープされた。一連の女性問題が大きく報道された。
詳細は#カナダ人女性タレントとの不倫疑惑の報道を参照。
2007年9月初旬に「世界に通用するコメディアンを目指す」という目的で単身でアメリカのニューヨークに渡って英語の語学留学したこともあり、以降は日本のテレビから姿を消した。
2008年4月より、アメリカのニューヨークのコメディークラブで、英語によるお笑いライブを1週間から2週間に1度のペースで開催した（その模様は本人のブログで動画配信）。
2008年11月27日、9年間連れ添った妻との1度目の離婚について記者会見を開き、一連の女性問題について「自分のしてきたことは極めて軽率だった」と述べて謝罪した。今後は日本で芸能活動するとしたが、テレビ出演はほとんどなく、2011年7月に英検準1級を取得し、都内の外資系企業や保険会社などの法人を対象に週3日ほど英会話講師を務めているほか、2015年頃にはクレーン現場の警備員もしていたという。「お笑い芸人」なので「会話術」が得意でコミュニケーション能力が高いことから、週末には芸能関係のイベントや結婚披露宴の司会業などをしている。
2012年(平成24年）に創価学会を脱会した。以降は週刊誌やYouTubeなどで創価学会や公明党に対する批判的な発言を行っている。。
2017年10月、婚約中の英会話講師のドイツ人女性と再婚（2度目の結婚）をした。
2019年に新宿区歌舞伎町でオーナー経営者として焼肉店『元気大将 新宿店』を開店した。
2020年12月にドイツ人女性の妻と2度目の離婚。
2022年（令和4年）9月30日に芸能事務所・タイタンとの契約を終了した。

### 政治活動
2021年（令和3年）8月に政治団体「すこやかな共生社会をつくる会」を設立し、翌年の2022年（令和4年）12月の西東京市議会議員選挙に無所属候補として立候補する意向を示した。
2022年（令和4年）7月10日に投開票の第26回参議院議員通常選挙では、れいわ新選組から立候補した芸人仲間の水道橋博士の応援演説にも駆けつけた。
2022年（令和4年）7月に安倍晋三銃撃事件の事件後に「宗教2世」（宗教2世問題）が世間の注目を浴びると、長井秀和も生まれた頃から両親が創価学会員の家庭で育ったことから、コメントを求められる機会も増えた。
2022年（令和4年）12月25日に投開票の西東京市議会議員選挙（定数28）に無所属候補として立候補して、3,482票を獲得し、立候補者40人中で第1位の当選順位でトップ当選を果たした。2022年（令和4年）12月から西東京市議会議員（無所属、1期目）を務めている。れいわ新選組、立憲民主党、社民党、日本共産党などの会派に近い無所属の議員である。
2022年12月20日、創価学会は、長井が西東京市議会議員選挙の選挙演説において1995年9月に起きた東村山市議の転落死に言及し、これが学会による他殺であるとの事実無根の発言を行った、として、名誉毀損を理由に東京地裁に提訴し、1100万円の損害賠償を求めた。2025年2月19日、東京地裁は名誉毀損の成立を認め、長井に22万円の支払いを命じる判決を言い渡した。長井は記者会見を行い、「判決は演説全体を通しての真意を理解していない」と述べ、控訴を検討するとした。

## 人物
- 決め台詞の「間違いないっ！」は、芸人仲間の劇団ひとりが長井秀和の口癖を大袈裟に真似するときに、その言葉を連発していたのを見て、逆に、自分自身のネタになると気づいたものである。

- 無名時代は小規模のお笑いライブに出演し、同じく無名時代の芸人仲間の鳥肌実と共演することが多かった。年齢や感覚の相似から影響し合い、半ばコンビのように連れ立っていたので、現在の芸風にも共通する部分が見受けられる。女性好きな面でも意気投合していたようで、お笑いライブ後は2人揃って女性の客を真剣にナンパする姿が風物詩であった。

- 学校時代に体操部に所属していたことから運動神経は良い方で身軽であり「動きネタ」でその片鱗を見せる。バック転もできるため、お笑いライブでは観客からの要望でやることがある。また、趣味でエアロビクスを愛好している。以前に、TBSテレビの「スポーツマンNo.1決定戦」（スポーツ・バラエティ番組）に出演したこともあり、そのときの記録は総合第14位であった。

- 『爆笑オンエアバトル』（NHK）では2003年（平成15年）度の第6回チャンピオン大会にて初出場を果たす。この年の年間合計KBランキングは総合20位（1732KB）であり、滑り込みでのチャンピオン大会進出であった[注 1]。大阪で行われたセミファイナル（2004年3月12日）では、当地の大阪人さえも風刺したネタを交え、1006KB（同番組のチャンピオン大会史上初となるオーバー1000を記録）を記録し1位で通過した。セミファイナル後のインタビューでは「チャンピオンベルトは2本いらないんです。1本捨てて、1本に統一しましょう。間違いない!」と締めくくった。しかし期待されたファイナルでは途中で台詞を間違え、その影響かネタの語りが早くなるなど露骨に動揺してしまい、最下位（442KB）[注 2] となる。以来、漫談のネタをやる時、間違えたりかんだりして自分で笑うことも多い。
  - 因みに通常回でオーバー500を記録した事の無い芸人が、チャンピオン大会でオーバー1000を記録したのは長井が史上初[注 3] であり、唯一となっている。更にピン芸人でオーバー1000を記録したのも長井秀和のみとなっている。

## 持ちネタ

### 芸風
- 2003年（平成15年）頃に、日本テレビの『エンタの神様』に出演して「間違いないっ!」の決め台詞で人気者となる。以降はテレビのバラエティ番組に出演した。この言葉は一時期流行したが、前年のノミネートだったため流行語大賞に選ばれることはなかった。この他に、「○○だから気を付けろ!」、「知るかっ!」などの「決め台詞」があり、離婚後は「恐縮です」も用いた。また、一つひとつのネタの間に、「続けます」、「まだ続けます」、「終わらないよ」などといった無機質な言葉を挿入する芸風も特徴的である。

- 「同じ動きなのに違うこと」のネタでは、ほとんど同じアクションなのに状況がまったく異なるシーンを、体を使って演じる。

- 上述のNHKテレビの爆笑オンエアバトルチャンピオン大会セミファイナルでは、最後の方で映画「ミッション:インポッシブル」の「ネタ」を3回用いた。また、テレビゲームのバイオハザード（プレイステーション）を初心者が操作するときの主人公の動きを、パントマイムで披露した。

- 2ケ月に1度行われる芸能事務所「タイタン」主催のライブ「タイタンライブ」においては、長井秀和が幼い頃から信仰していた創価学会を「風刺したネタ」を行うことが恒例となっていた[32]。

### 特定の人物のネタ
- 日本テレビの「エンタの神様」でグラビアアイドルのほしのあきのネタを披露する際の最後に「エイ、エイ、オッパ〜イ!!」と言い、観客にも言わせている（この台詞は、ほしのあきの公認のようで、安全剃刀の販促イベントで共演した際、一緒に「エイ、エイ、オッパ〜イ!!」と言っていた）。 ほしのあきの話は2006年5月13日で完結させ、5月27日は「女医の西川史子先生の話」に変更したが、最初の1週で終了した。7月8日の放送では、完結させた筈のほしのあきの「エイ、エイ、オッパ〜イ!!」のネタを突然持ち出して数回続けた後に封印し、2006年9月9日の放送で再び披露した。

- かつて女性タレントのさとう珠緒について「ぶりっ子」のネタを多用した。天敵としても話題となっていたが、険悪な仲というわけではないという。お互いにメディアへの露出が増えるというメリットがあるということで、そのこと自体を長井がネタにしたこともある。

- アーティスト関係ではよく「GLAYのTERU」ネタが多く見られる。このネタはバラエティでネタ披露する時や、ネタふりされたときに言うことが多い。

### 交友関係
- 芸人仲間の青木さやかやだいたひかるやカンニング竹山やユリオカ超特Qや鳥肌実と親しいなど芸人仲間の交友関係は広い。漫談のスタイルは青木さやかから、ネタはだいたひかるからよくパクッていると公言しており、時々自身のネタにもする。だいたひかるとは「ネタ作りを一緒にやっているから、同じようなネタになる」とも述べている。ユリオカ超特Qや鳥肌実とは無名芸人時代によく一緒に仕事をしていた。
- オウム真理教元幹部の上祐史浩氏と2023年に宏洋氏と共に共演をし、3人での画像を自身のX(旧ツイッター)に投稿をしたが、これについて、インコの会代表は引用をする形で｢オウム真理教の後継団体に加担し、被害者に寄り添っていない｣と非難する投稿をしている。その後も、長井は上祐氏と同年に、討論会で共演をし、2024年9月から、2025年3月でもオンライン配信で共演をするなど、関係を断っていない。(下記サイト参考)https://www.kokuchpro.com/event/1f649d3f724e0df754fd1b9cf9e2bec6/

## 女性問題スキャンダルの報道

### フィリピン滞在中の美人局（つつもたせ）詐欺被害の報道
2007年（平成19年）5月下旬、フィリピン滞在中に17歳の少女にわいせつな行為をしたとしてフィリピンのニセ警察官を装った男数人に身柄拘束されて身代金を要求されたことが、2007年9月25日発売の週刊誌「女性自身」と写真週刊誌「FLASH」で報道された。その後、ニセ警察官を装った男から金銭での解決を提示された長井秀和は、日本にいる妻を通じて掛川信用金庫及び島田信用金庫（2019年に両者が合併し、現在は島田掛川信用金庫）に合わせて約1100万円を振り込み、身柄が解放された。所属の芸能事務所の説明によれば、長井秀和に非は無くフィリピンでニセ警察官を装った「美人局（つつもたせ）詐欺被害」を受けたと弁明コメントをした。
JPドラゴンのリーダーである吉岡の子分のＩが関わったとされる。

### カナダ人女性タレントとの不倫疑惑の報道
2007年（平成19年）10月、アメリカ留学中にカナダ人女性タレントとの不倫キスのプリクラ写真が週刊誌「FRIDAY」に掲載された。

## 音楽活動
ジャンルを問わず音楽に造詣が深く、後述の歌手デビューのほか、2017年にはアイドルグループ「ロイヤルストレートフラッシュ」をプロデュースした（2018年2月解散）。
2018年10月からは女性タレントの清水よし子、中野麻里子、秋吉尋美、妻のヘレンによる歌唱グループ「marvelous4」。文月詩織、星咲セイラによるアイドルグループ「高島平ミルフィーユ」をプロデュースした。歌詞提供などを行っている。

## 出演番組

### バラエティー
- 爆笑オンエアバトル(NHK)　戦績11勝6敗　最高473KB
  - 第6回チャンピオン大会　ファイナル11位
  - 上記の通り、番組初オンエアの回と2回目のオンエアの回では「同じ動きなのに違うこと」のネタを披露。3回目のオンエアを獲得した回(2001年8月4日放送回)からは「お話しさせていただきます」のネタで挑戦している。またこの回が長井にとって初及び唯一のトップ通過となった。番組出演の中期まではオンエアとオフエアを繰り返したり、連敗を経験するなどかなり苦戦していたが、2002年9月14日放送の佐賀収録で413KBでオンエアを獲得した事をきっかけに好調となり、以降は一度もオフエアを経験する事なく7連勝を記録した。番組最後の挑戦回となる2004年6月19日放送の岡山収録では自己最高となる473KBを記録した。また、上記の通り、チャンピオン大会では番組史上初となるオーバー1000KBを記録したが、通常回では一度もオーバー500を記録する事はできなかった。
- 爆笑問題☆伝説の天才（フジテレビ系）
- F2スマイル（フジテレビ系水曜レギュラー。「失敗ストに聞け！」をTake2東貴博と担当）
- 爆笑おすピー大問題（フジテレビ系）
- ティンティンTOWN!（日本テレビ系）
- 不幸の法則（日本テレビ系）
- 少女B（日本テレビ系）
- スパスパ人間学!（TBS系 主にナレーター）
- メンB（日本テレビ系 ）
- 朝は楽しく!（テレビ東京系 金曜レギュラー）
- 完売劇場（テレビ朝日系）
- ザ・イロモネア（2006年3月1日、TBS）　※4thステージ敗退。
- クイズ!スパイ2/7（フジテレビ系）
- うまなりクン（ウマでもわかる競馬基礎講座に出演）
- 感じるジャッカル（フジテレビ系 月曜深夜の後期レギュラー）
- ザ・ジャッジ! 〜得する法律ファイル（フジテレビ系　太田のそーっとやってみよう　実験担当）
- 知的冒険ハッケン!!（フジテレビ系）
- エンタの神様（日本テレビ系）番組内でのキャッチコピーは「クールな毒舌スナイパー」→帰国後「帰ってきた一匹狼(ロンリーウルフ)」。だいたひかると隔週交代でトップバッターを務めていたが、留学のため降板（留学後は世界のうめざわが交代する形で隔週出演していた）。2009年1月24日の放送で復帰するが、同時期からトップバッターは週代わりになった。
- ここでるTV（山梨放送、信越放送他）
- 森田一義アワー 笑っていいとも!（フジテレビ系）
- 新春ゴールデンカーペット（2011年1月1日、フジテレビ） キャッチコピーは「毒舌ヒットマン」
- 笑点（日本テレビ系）
- 超絶!モンドリアンチョップ（MONDO21）

### 映画
- スプリング☆デイズ（2007年8月18日 - 25日） - 花村先生 役 ※池袋シネマ・ロサにて1週間限定ロードショー
- YUMENO（2004年） - 堀口 役
- TOKYO DECIBELS（2017年）- 矢崎仁志 役

### テレビドラマ
- はだかの刑事 第23話（1993年7月23日、日本テレビ） - 野口タカヤ 役
- 87%（2005年1月 - 3月、日本テレビ） - 東史郎 役
- 富豪刑事 最終話（2005年3月17日、テレビ朝日） - バーの客 役
  - 富豪刑事デラックス 第3話（2006年5月5日、テレビ朝日、ABC） - 振り込め詐欺グループのリーダー 役
- THE WAVE!（2005年7月23・24日、フジテレビ） - 関東テレビのレポーター 役 ※「FNS ALL-STARS あっつい25時間テレビやっぱ楽しくなければテレビじゃないもん!」内のドラマ。25時間で13話を放送
- 翼の折れた天使たち 第一夜「セレブ」（2006年2月27日、フジテレビ） ※オムニバスドラマ
- 弁護士 灰島秀樹（2006年10月28日、フジテレビ） - 速水龍人 役

## 作品

### CD

#### アルバム
- お話しさせていただきます。（2003年11月6日）

1. お話しさせていただきます
2. 美容院
3. 女の話
4. メタル
5. アメリカの話
6. フィクション
7. リーマンブルース
8. 間違いない
9. パシリの本懐とは
10. 中年女の話
11. ダイエットをしたい方に
12. デブテクノ
13. 男の本懐とは
14. ダメ人生
15. いろいろお話しさせていただきます
16. スロット
17. スケベなんだ間違いない
18. バイバイ
19. Donation Theater ♡1

#### シングル
- ウラメシ夜（2007年5月16日）
  - フジテレビ系アニメ『ゲゲゲの鬼太郎（第5期）』エンディングテーマ
  - c/w 妖怪子守唄

##### マキシシングル
- Royal Straight Flush( 2017年7月28日発売)

### 書籍
- デブはダイエット飲料だと3倍の量を飲む（2003年11月21日）
- 間違いないっ!―長井秀和オフィシャル・ブック（2004年4月）
- マジネタ（2004年12月4日）
- 多事騒論（小学館）

### DVD
- 今日、お腹いっぱい食べれてよかったなぁ（2006年）
- monomania《偏執狂》- 長井秀和 単独ライブ -（2004年）
- 爆笑オンエアバトル 長井秀和（2004年12月15日発売ポニーキャニオン）
- 完売劇場presents 秘宝闇商人 長井秀和（2004年）

#### PV
- 間瀬翔太『シアワセノ詩』(2015年) - 友情出演
- 長井秀和&Royal Straight Flush『NHM(ダンス！間違いない！)』(2017年)